# Salina Praid
Salina Praid (în maghiară Parajdi sóbánya) a fost o exploatare de sare gemă situată în județul Harghita, România. Aceasta se afla în bazinul Munților Gurghiu, în zona cunoscută sub denumirea de Dealul Sării, delimitată de localitățile Praid, Ocna de Jos și Ocna de Sus.
Zăcământul de sare se dezvoltă la o adâncime de aproximativ 120 de metri față de nivelul solului. Accesul vizitatorilor în subteran se realiza cu ajutorul autobuzelor special destinate, care parcurgeau o distanță de circa 1.250 de metri până la intrarea în zona de agrement a salinei.
Fosta cancelarie a minei, situată pe strada Minei, care a funcționat ulterior ca dispensar medical, este clasificată ca monument istoric (cod LMI: HR-II-m-B-12935). Cancelaria actuală a exploatării se află pe strada Gării, la numărul 44.
Partea superioară a masivului de sare este neomogenă, cu numeroase crevase, fisuri și goluri. Apele pârâului Corund au pătruns relativ ușor ȋn adâncime, provocând de mai multe ori infiltrații și inundații ale minelor de sare din apropierea Corundului, așa precum ȋn 1811 (Ocna Nouă), 1970, 2016, 2024 și 2025 (minele noi).
Ca urmare a inundațiilor din mai 2025, salina este închisă temporar pe perioadă nedeterminată.

## Date geologice
Zăcămintele de sare din Transilvania (exploatate sistematic în cursul vremii la Ocna Dejului, Sic, Cojocna, Turda, Ocna Mureș, Ocna Sibiului și Praid) s-au format cu 13,5 milioane de ani în urmă, într-o mare cu adâncime redusă și sub un climat tropical, foarte cald. Etajul geologic respectiv corespunde miocenului mediu. Stratul de sare se întinde pretutindeni în subsolul Transilvaniei, având o grosime medie (originară) de circa 400 m. Straturile groase de sedimente depuse ulterior deasupra orizontului de sare au apăsat cu o greutate imensă stratul maleabil și plastic de sare, care a căutat zone mai slabe ale scoarței terestre la marginea Transilvaniei, unde s-a ridicat sub forma unor ciuperci cu înălțimi de peste 1.000 m, ajungând de multe ori chiar până la suprafața pământului (cazul localităților cu vechi exploatări de sare menționate mai sus). Corpul de sare de la Praid are în plan orizontal o formă ușor elipsoidală, cu diametrele de 1,2 si 1,4 km, iar pe baza sondelor de explorare (S ACEX 401/1949 și S 110/1973) se apreciază că are o adâncime de 2,6 - 2,8 km, fiind în acest fel cel mai mare corp diapirogen de sare gemă din țară.

## Istoric

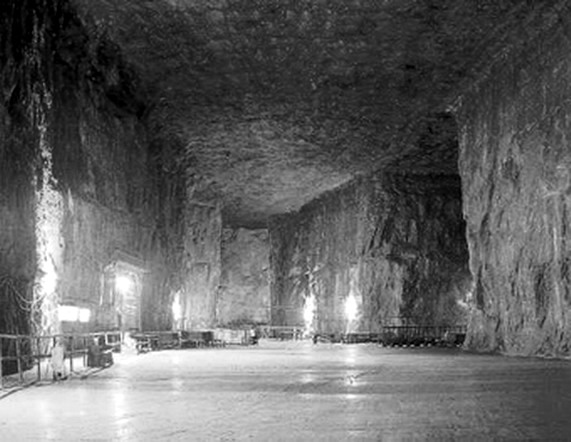
Una din camerele dreptunghiulare exploatate ȋntre anii 1957-1978

Primele exploatări de sare sunt atestate de pe vremea romanilor, dar mina din Praid este atestată documentar de la 1200, iar exploatarea intensivă se face din 1700. Romanii lucrau numai la suprafață, în gropi patrulatere, până la o adâncime de 12-15 m, de unde sarea se putea scoate ușor pe punți alunecoase și cu aparate simple de ridicat, după care o părăseau și începeau alta. Așa au extras romanii sarea peste tot în Ardeal, iar excavațiile părăsite au devenit lacuri. Volker Wollmann în monografia sa asupra mineritului subliniază prezența în imediata apropiere a zăcămintelor de sare, de fiecare dată, a unei fortificații romane. Castrul roman Praetoria Augusta de la Inlăceni a apărat exploatările de sare de la Praid. 
Exploatarea subterană a sării geme de la Praid a început în anul 1762, când, în partea de sud-vest a Dealului Sării, s-a deschis mina Iosif (József). Mina a avut o formă de clopot (ogivală). Sarea extrasă manual era pusă în piei de bivoli și trasă la suprafață cu ajutorul unui crivac cu cai. 
Exploatări de suprafață (cariere) sunt amintite în anul 1765, acestea funcționând o vreme în paralel cu extracția subterană.
Despre un minerit sistematic la Praid se poate vorbi numai cu începere din anul 1787, dată la care sarea din Praid devine proprietate de stat austriacă. Din ocna-clopot Iosif s-au deschis apoi două camere laterale, numite minele Carol (Károly) și Ferdinand, cu formă de clopot. Adâncimea totală, inclusiv puțul de extracție, a fost de 66 m. 
În anul 1809, la o distanță de 140 m sud-est de mina Iosif/Jozsef, s-a deschis o mină nouă denumită “Ocna Nouă” („Újbánya”). Inundarea acestei ocne a dus la abandonarea ei ȋn anul 1811, la doar doi ani de la inaugurare. 
În anul 1864, lângă mina Iosif, s-a deschis mina Paralelă (Párhuzamos), cu profil trapezoidal, care și în prezent constituie una din cele mai mari cavități subterane din țară. Biserica Sfântul Mihail din Cluj ar încăpea fără probleme în această cameră. Despre ocnele de sare active sau inactive de la Salina Praid a relatat în detaliu František Pošepný în anul 1867.
În anul 1896 la Praid era deschisă o singură ocnă de sare.
Ideea deschiderii unei mine de rezervă a apărut în anul 1898, an în care au început lucrările la galeria de cercetare Elisabeta (Erzsébet-táró), în partea nord-estică a Dealului Sării, extinsă cca 200 m spre interiorul masivului. Din galeria Elisabeta s-au trasat mai multe galerii laterale, cercetându-se partea superioară a zăcământului. La 200 m de la intrarea în galerie, s-a executat o cameră transversală de exploatare, denumită mina Elisabeta (Erzsébet). In anul 1939 ȋncercarile de exploatare prin dinamitare ȋn mina Elisabeta, au dus la prăbușirea tavanului camerei de exploatare și la apariția unei mari doline la suprafață (dolina există și ȋn prezent).

Între anii 1947-1949 s-a deschis mina Gh. Doja (Dózsa György), denumită după conducătorul răscoalei țărănești din 1514. 

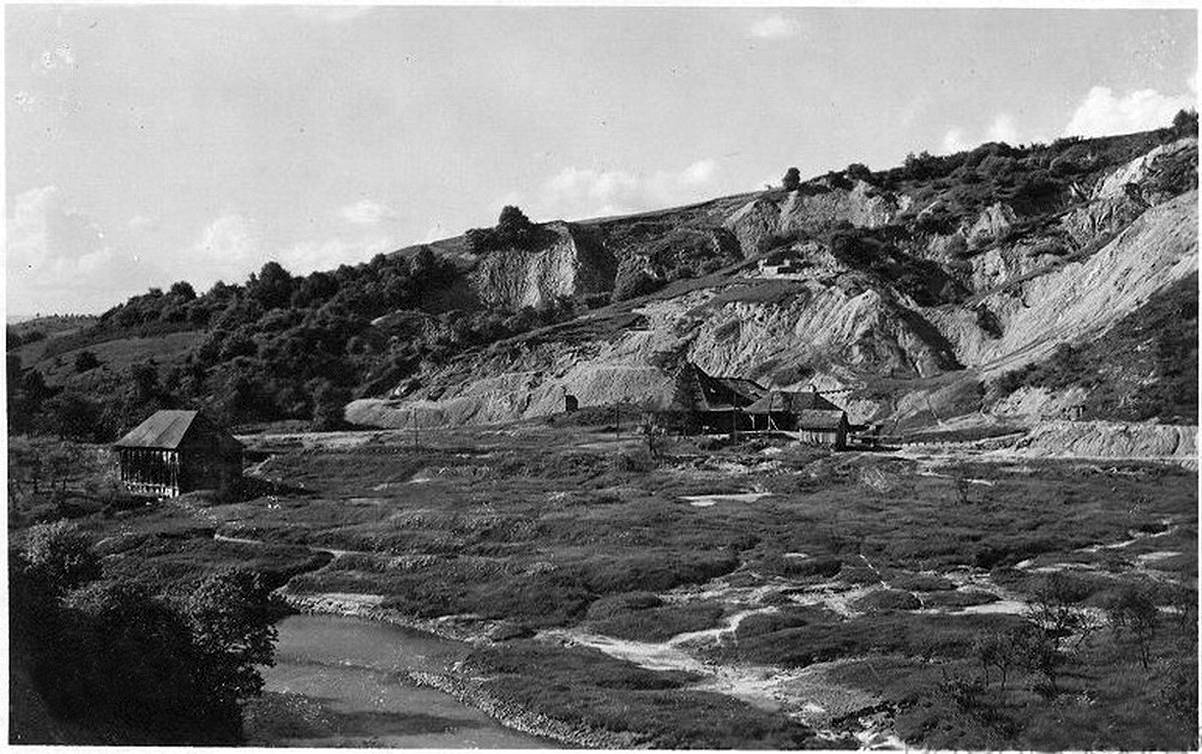
Intrarea în vechea mină

După crivacul cu cai, transportul sării din mină la suprafață s-a făcut prin puțul Gh. Doja și pe calea ferată îngustă, iar după anii 70 ai secolului al XX-lea, cu autobasculante de 16 tone.
În anul 1972 au fost începute lucrări de deschidere ale unui nou câmp minier, în zona nord-estică, dar lucrările s-au sistat din cauza calității inferioare ale sării.
În anul 1978, la 40 m adâncime sub nivelul minelor vechi, a fost deschisă o altă mină, pusă în exploatare în anul 1980. Camerele minei au lățimi de 20 m, înălțimi de 12 m și lungimi de mai multe sute de metri. Cel mai adânc orizont se află la 320 m (socotit de la nivelul suprafeței). 
În anul 1991 au început lucrările de deschidere a unui sector minier nou (sectorul Telegdy), dat în exploatare în anul 1994. Acest sector a fost denumit după Telegdy Károly, fost director al Salinei Praid. Metoda de exploatare în mina Telegdy este cu camere mici și pilieri pătrați (“metoda canadiană”) având lătimi de 16 m, înalțimi de 8 m și pilieri pătrați (14 m x 14 m). Planșeul de siguranță dintre orizonturi este de 8 m grosime.

### Exploatările miniere de la Praid
- Mina Iosif, cameră-clopot, 1762-1864. Din camera Iosif s-au deschis mai târziu două camere laterale (Carol-Károly și Ferdinand), tot ȋn formă de clopot. 
- Mina Ujbanya-Ocna Nouă, 1809-1811 (inundată).
- Mina Paralelă, cameră trapezoidală, 1870-1954. 
- Mina Gh.Doja, cameră trapezoidală, 1949-1970. 
- Mina Elisabeta-Erzsébet, 1898-1939.
- Mina Gh.Doja, camere dreptunghiulare, cu 2 orizonturi (+426 m și +402 m), ulterior amenajate ca Bază de Agrement (Sanatoriu), exploatate ȋntre 1949-1960. 
- Mina Gh.Doja, camere dreptunghiulare, cu 2 orizonturi (+375 m si +339 m), exploatate ȋntre 1957-1978. 
- Mina Orizonturile Inferioare (Mina Nouă), cu 7 orizonturi (+286 m, +266 m, +246 m, +228 m, +208 m, +188 m, +168 m), camere dreptunghiulare, exploatate între 1980-2025. 
- Mina Telegdy, camere dreptunghiulare, cu 2 orizonturi (+448 m și +432 m), exploatate între 1994-2025.

### Crivacul de la Praid
La Muzeul Tehnic Dimitrie Leonida din București se află cea mai veche instalație folosită într-o salină din România. Este vorba de crivacul de la salina Praid, dotat cu un tambur uriaș, pe care se înfășura un cablu (odgon); se fixau la cele două capete ale acestuia doi vagoneți: unul cobora gol în salină, în timp ce altul se ridica plin. Tamburul se rotea cu ajutorul a 4 perechi de cai înhămați, ce îl învârteau. Caii erau mânați de 4 căruțași care își aveau locașul în scaune atașate de câte un braț al tamburului. Acest obiect a funcționat la salina Praid între anii 1762–1950.

## Tehnica de deschidere în trecut a ocnelor de sare
Înainte de deschiderea unei noi ocne de sare în Ardeal și Maramureș, se făceau deobicei foraje de explorare. Dacă până la adâncimea de 36 m (18 Klafter = 18 stânjeni) nu se intercepta sarea, se renunța la proiect, din cauza adâncimii prea mari a puțurilor. Ideal era ca solul să aibă o grosime de max. 10-12 m (5-6 stânjeni). La un rezultat pozitiv al primului foraj, se executa un al doilea, la o distanță de 6 m (3 stânjeni) de primul, pentru stabilirea exactă a grosimii stratului acoperitor deasupra celui de al doilea puț. Al doilea puț se amplasa preferențial la aceeași cotă cu primul sau cu max. 4-6 m (2-3 stânjeni) diferență de nivel față de primul puț. Un puț era rezervat pentru intrarea și ieșirea minierilor din ocne (cu ajutorul unor frânghii de cânepă), iar celălalt puț pentru extragerea sării din subteran. 
Puțurile se săpau cu profil patratic, fiecare latură având 2,8 m (9 pași; 1 pas = 0,3 m) până la o adâncime de 4 m (2 stânjeni) sub contactul steril-sare, după care se lărgea treptat pe următorii 4 m (2 stânjeni), cu profil tot patratic. Aici se făcea așa-numitul “fundament”, din bârne de lemn incastrate în sare, pe care se sprijinea întregul puț. Apoi se arma puțul, de jos în sus, la început cu un amestec de argilă, pleavă și lână de oaie (pentru impermeabilizarea pereților), după care cu bârne (grinzi) de lemn. Grosimea armăturilor era de 0,3 m (1 pas), astfel ca profilul efectiv al puțului se reducea în final de la 2,8 x 2,8 m la 2,5 x 2,5 m. De la nivelul steril-sare în jos pereții se căptușeau cu piele de bivol, care împiedeca contactul direct al apei cu pereții de sare. 
Apa care picura totuși în mină era captată și scoasă la suprafață. De la nivelul “fundamentului” în jos se săpa cu profil tot mai lărgit, conic, așa că după alți cca 8 m (4 stânjeni) cele 2 puțuri alăturate se uneau. De aici, mina lua o formă conică-ogivală cu secțiunea pe cât posibil circulară (care nu se realiza practic decât rar). Mina se declara gata pentru exploatare numai după ce un agent al administrației salinei, stând pe un bulgăre de sare în mijlocul ocnei, nu mai putea atinge tavanul ocnei cu ciocanul. Din acest moment, salariul tăietorilor de sare scădea de la 4,5 creițari (4,5 Kreuzer) pentru fiecare bloc de sare, la obișnuitul tarif de 1,5 creițari. 
Ocna era dată atunci oficial în funcțiune, primind totodată un nume. Costurile de deschidere ale unei ocne de sare se ridicau deobicei la peste 5.000 florini (guldeni) de argint.

## Turism și speleoterapie
În urma extragerii sării, s-au format goluri subterane de mari dimensiuni, unde s-a individualizat un microclimat de salină, cu temperaturi relativ constante, între 14-16 C, umiditate scazută 66-70% și presiune atmosferică mai mare decât la suprafață, în medie de 735-738 mmHg. Aerul este puternic ionizat, deosebit de eficient în tratarea afectiunilor respiratorii. Baza de tratament, aflată la "orizontul 50", la o adâncime de 120 m, are o lățime de 20 m, o înălțime de 14 m și o lungime de mai multe sute de metri. Pe distanța de 1250 m de la intrarea în salină până baza de tratament, deschisă în anul 1980, transportul persoanelor se face cu autobuzele salinei. Salina este amenajată cu spații de recreere, locuri de joacă pentru copii, restaurant, toalete, capelă pentru rugăciune, internet-cafe și un muzeu care prezintă metodele de extragere a sării din cele mai vechi timpuri până azi.
Galeria străbate aproape ȋntreaga cupolă a masivului de sare, coborând 70 m (față de nivelul intrării ȋn galerie), sub un unghi de cca 3-4°. Turiștii coboară apoi ȋncă 50 m pe 247 trepte, până la intrarea în cele 7 camere de vizitare (camere exploatate ȋntre 1957-1978), ajungând la 120 m sub cota de suprafață a terenului. Ieșirea din subteran se face prin altă parte, urcându-se 179 trepte, până la galeria de transport cu autobuse spre suprafață.
În salina Praid se efectuează un tratament subteran speleo- și climatoterapeutic, ca metodă simplă și eficientă de ameliorare a stării bolnavilor suferinzi de boli ale căilor respiratorii, de menținere și refacere a echilibrului sufletesc și tonusului sistemului nervos vegetativ.
În anul 2009, salina Praid a fost cea mai vizitată salină din România, cu peste 200.000 de turiști anual, fiind urmată apoi de Slănic Prahova, cu peste 150.000 de turiști și de Salina Târgu Ocna și Salina Cacica.

Salina Praid a fost cunoscută și pentru activitatea de speleoterapie și climatoterapie, tratamente care presupun inhalarea aerului salin din galeriile subterane. Acest tip de terapie este recomandat în special pentru afecțiuni ale căilor respiratorii, precum astmul bronșic, bronșitele cronice și diverse alergii. Durata standard a unui tratament a fost de 18 zile.

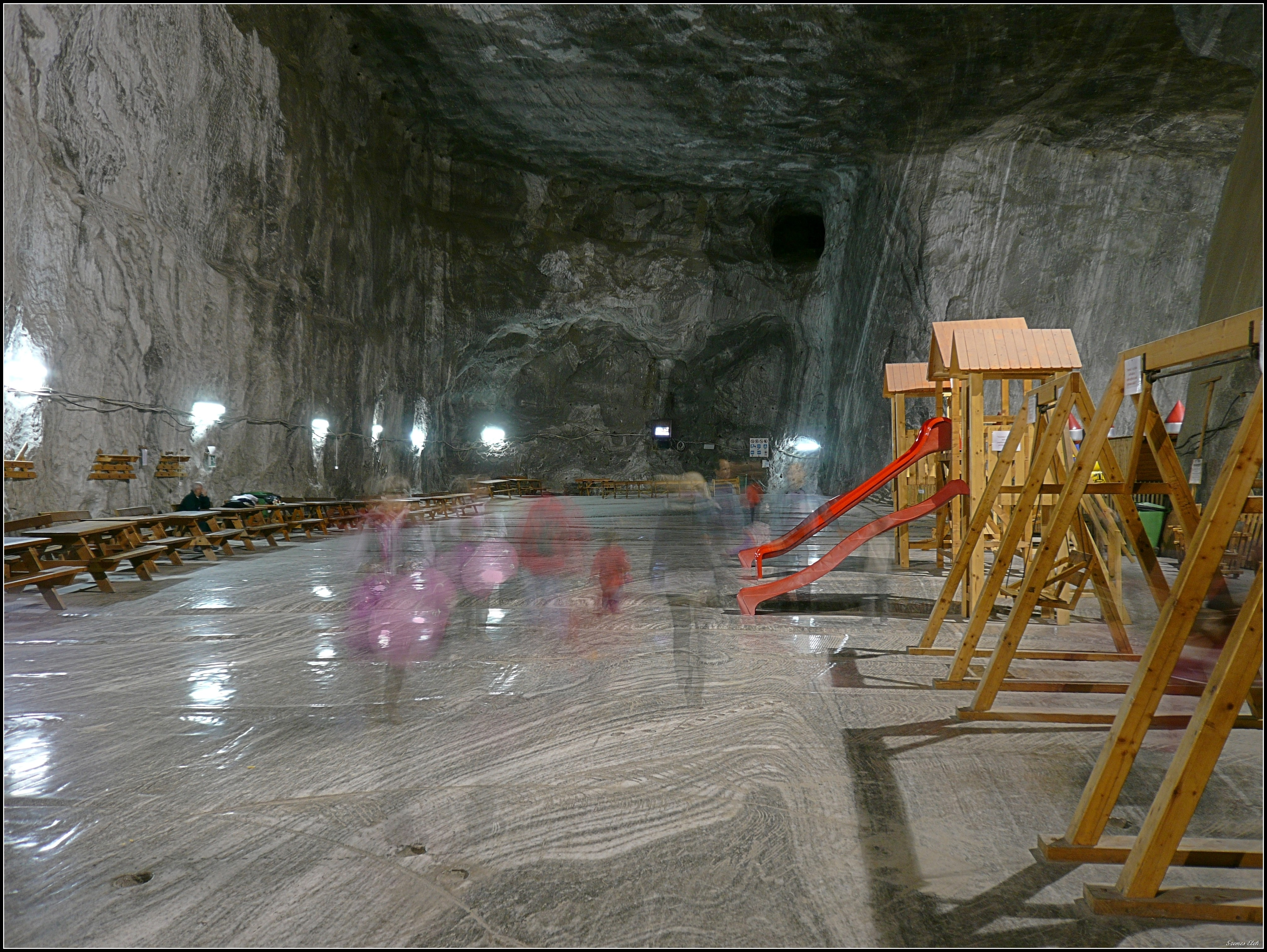
Loc de joacă salina Praid

Terapia se desfășura în galeria cunoscută sub numele de orizontul „50”, situată la o adâncime de aproximativ 120 de metri sub nivelul solului. Pe durata șederii în subteran, pacienților le era recomandat sa participe la sesiuni de gimnastică supravegheată de personal specializat, plimbări regulate și efort fizic moderat. Tratamentul era destinat persoanelor cu vârste cuprinse între 2 și 60 de ani, toate activitățile desfășurându-se sub supraveghere medicală permanentă.
Potrivit statisticilor furnizate de medicii specialiști din localitate, pacienții care urmează tratamente în mod repetat (3–4 serii) și răspund favorabil terapiei prezintă o scădere semnificativă a frecvenței și intensității crizelor astmatice, precum și o creștere generală a capacității de rezistență a organismului.
Mina avea aspectul unui adevărat „oraș subteran”, cu zone amenajate pentru recreere și tratament. Deși mulți vizitatori veneau pentru beneficiile terapeutice, o mare parte erau atrași de componenta turistică a salinei, activă de peste 35 de ani. Atracțiile includeau spații de relaxare dotate cu sute de mese și canapele din lemn, bufet, locuri de joacă pentru copii, o mică biserică din lemn, mese de biliard și chiar un internet-café. În sezonul de vârf, salina putea primi până la 3.000 de vizitatori pe zi.
Accesul în salină se face cu autobuze speciale, care transportau turiștii pe o distanță de aproximativ 1,5 km în subteran. De acolo, urma o coborâre pe jos pe 250 de trepte, o probă de anduranță mai ales pentru persoanele în vârstă. Odată ajunși în galeriile salinei, vizitatorii se integrau în atmosfera unică a spațiului subteran.
Salina Praid găzduia, de asemenea, Club Aventura, primul parc de aventură din Europa amenajat într-o salină. Acesta era și primul parc de aventură din România care combină trasee între stâlpi de până la 15 metri înălțime cu trasee pe stâncă de sare naturală.
Temperatura salinei a fost în medie de 15-16 °C.

## Inundațiile din mai 2025
După data de 5 mai 2025, Salina Praid a fost afectată grav de un fenomen hidrologic extrem, provocat de precipitații abundente care au determinat creșterea bruscă a debitului pârâului Corund. Conform datelor oficiale, debitul acestuia a atins aproximativ 60 m³/s, un nivel de peste 100 de ori mai mare decât media obișnuită pentru această zonă.
Creșterea neașteptată a debitului a dus la surparea albiei pârâului și la infiltrarea apei în sistemul de galerii al salinei. În ciuda existenței unor diguri și baraje de protecție subterană, acestea nu au putut face față presiunii exercitate de cantitatea mare de apă, rezultând inundarea completă a galeriilor de producție și a celor turistice.
În urma evenimentului, Societatea Națională a Sării (Salrom), care administrează exploatarea, a suspendat întreaga activitate, iar accesul publicului a fost restricționat. Autoritățile județene din Harghita au declarat stare de alertă, iar prefectul județului, Petres Sándor, a afirmat că debitul infiltrat este imposibil de controlat și că situația este fără precedent în ultimele decenii.
Exploatarea salinei a fost suspendată pe o durată nedeterminată, iar autoritățile evaluează în continuare stabilitatea structurii miniere și posibilele soluții tehnice de remediere.
Pe 5 iunie 2025, Cătălin Predoiu a comentat situația.

### Cauza inundației
Suprafața masivului de sare este puternic carstificată, cu numeroase canale, crevase, surpări, doline (naturale sau antropice), neprotejată de accesul apelor dulci naturale. In cursul lunii mai 2025 pe fundul albiei pârâului Corund (ȋn zona de cotitură) s-au format din nou surpări ale unor caverne de disoluție ale sării din fundament (primele ȋn 2016, apoi, mai intens, ȋn primăvara 2024) care au permis apelor Corundului să penetreze ȋn subteran și să ȋnainteze apoi circa 175 m până la puțul minei Gh. Doja prin canale carstificate, de unde au pătruns apoi spre cele 9 orizonturi ale salinei.
Pârâul Corund a creat (cel puțin) din cuaternar (2 milioane ani) un canion prin „Muntele de Sare“, ȋn lungime de peste 1 km, având albia plasată direct pe sare. Apele sale dulci au dizolvat ȋn adâncime porțiuni din cupola masivului de sare și au pătruns probabil ȋn adâncime de-a lungul numeroaselor intercalații de sare pământoasă. In Evul Mediu oamenii au exploatat permanent sare din acest canion prin nenumărate cariere de suprafață adânci de 5-10 m. Ocnele amplasate aici după anul 1762 (Iosif, Paralela, Gh. Doja) au avut mai multe puțuri de suprafață (pentru extracție și transport de personal). Între 1809-1811 ȋn această zonă s-a mai deschis o mină subterană (Ujbanya-Ocna Nouă), abandonată ȋn 1811 după ce a fost inundată. 
Inundația propriu-zisă a Salinei Praid, ȋn timpul căreia ȋntregul volum de apă al Corundului s-a infiltrat ȋn salină, a durat ȋntre 27.05.2025 – 30.05.2025. După umplerea completă cu apă a celor 9 orizonturi ale salinei, Corundul și-a reluat cursul normal pe vechea albie, ȋn data de 30.05.2025.
Pâlnia naturală de sub albia Corundului prin care apele pârâului au pătruns ȋn salină s-a format la cota +482 m (coordonate: 46.53996 25.11428). Pe principiul vaselor comunicante toate punctele din salină sub această cotă au fost inundate. Intrarea ȋn galeria de acces ȋn salină se află la cota +503 m.

## Galerie de imagini

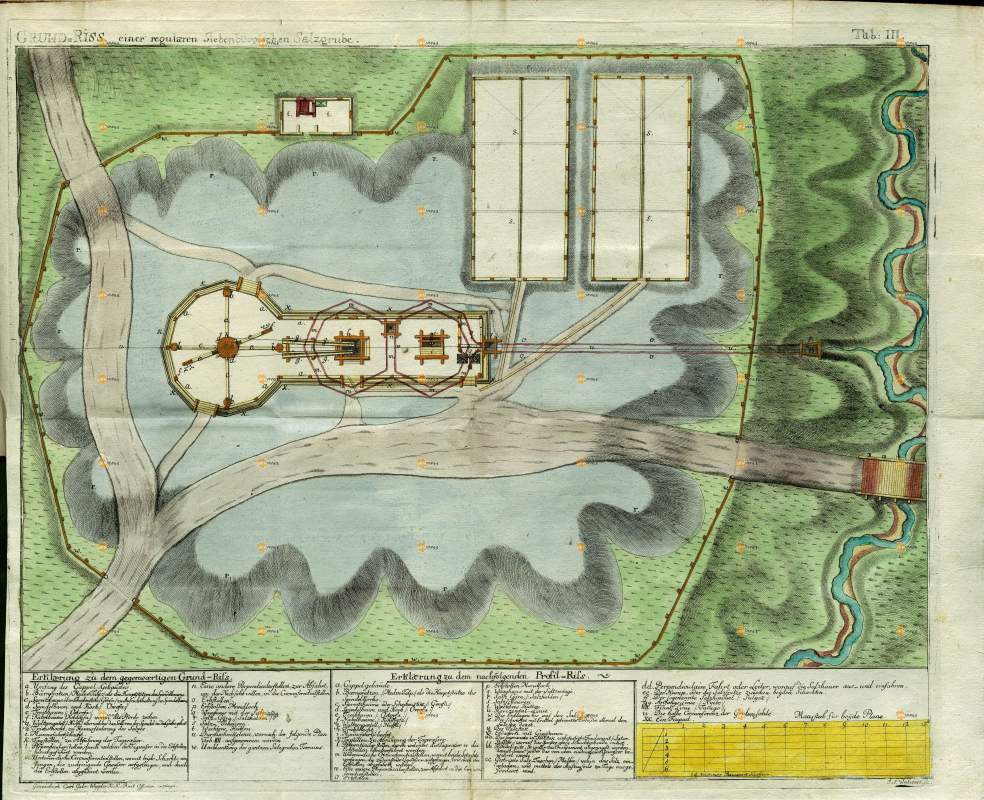
Planul unei ocne vechi de sare din Transilvania și Maramureș (după Johann Fichtel, 1780)
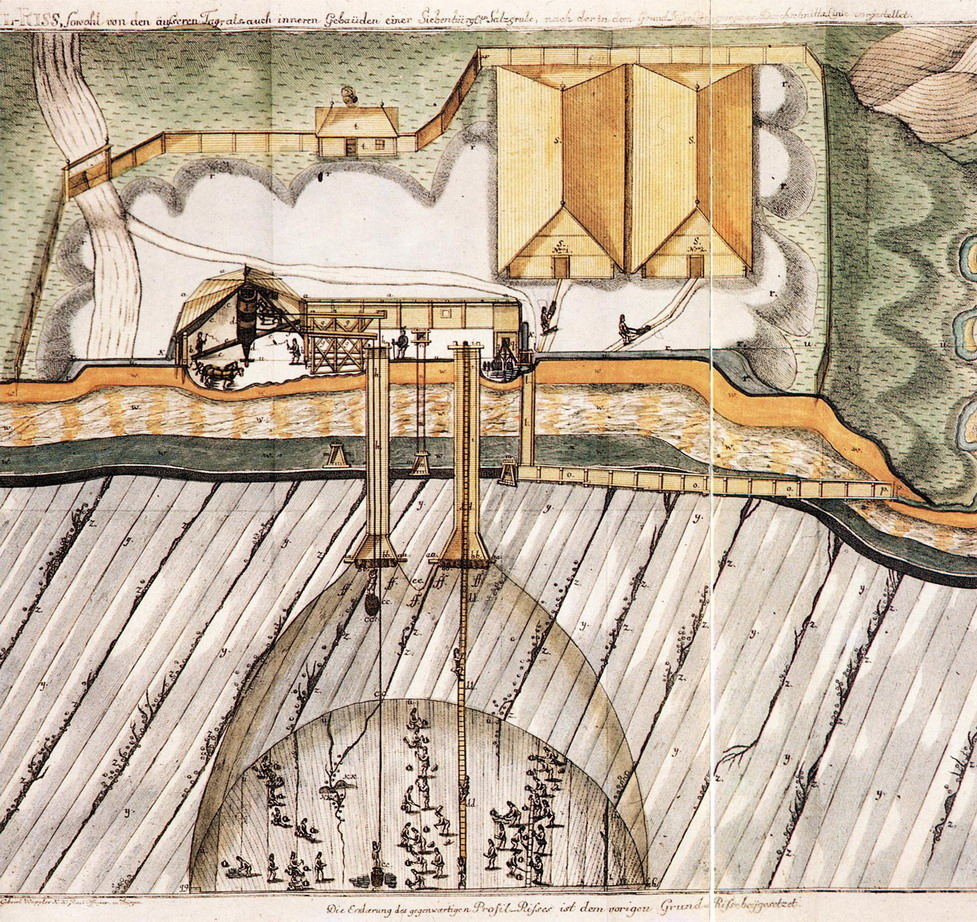
Secțiune schematică printr-o ocnă veche de sare din Transilvania și Maramureș (după Johann Fichtel, 1780)
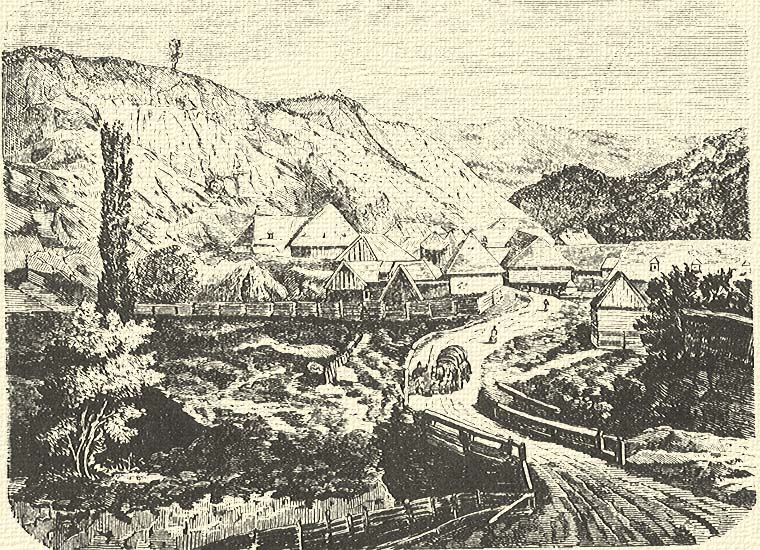
Zona puțului vechi de extracție de la Praid (desen din sec.XIX)
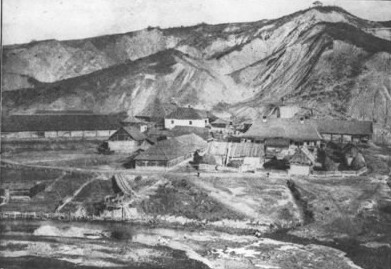
Zona puțului vechi de extracție de la Praid (imagine de la începutul sec.XX)
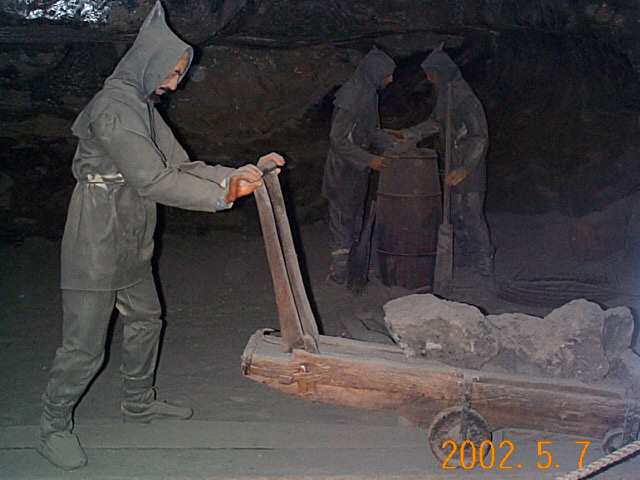
Mijloc de transport al sării in salinele din trecutul istoric
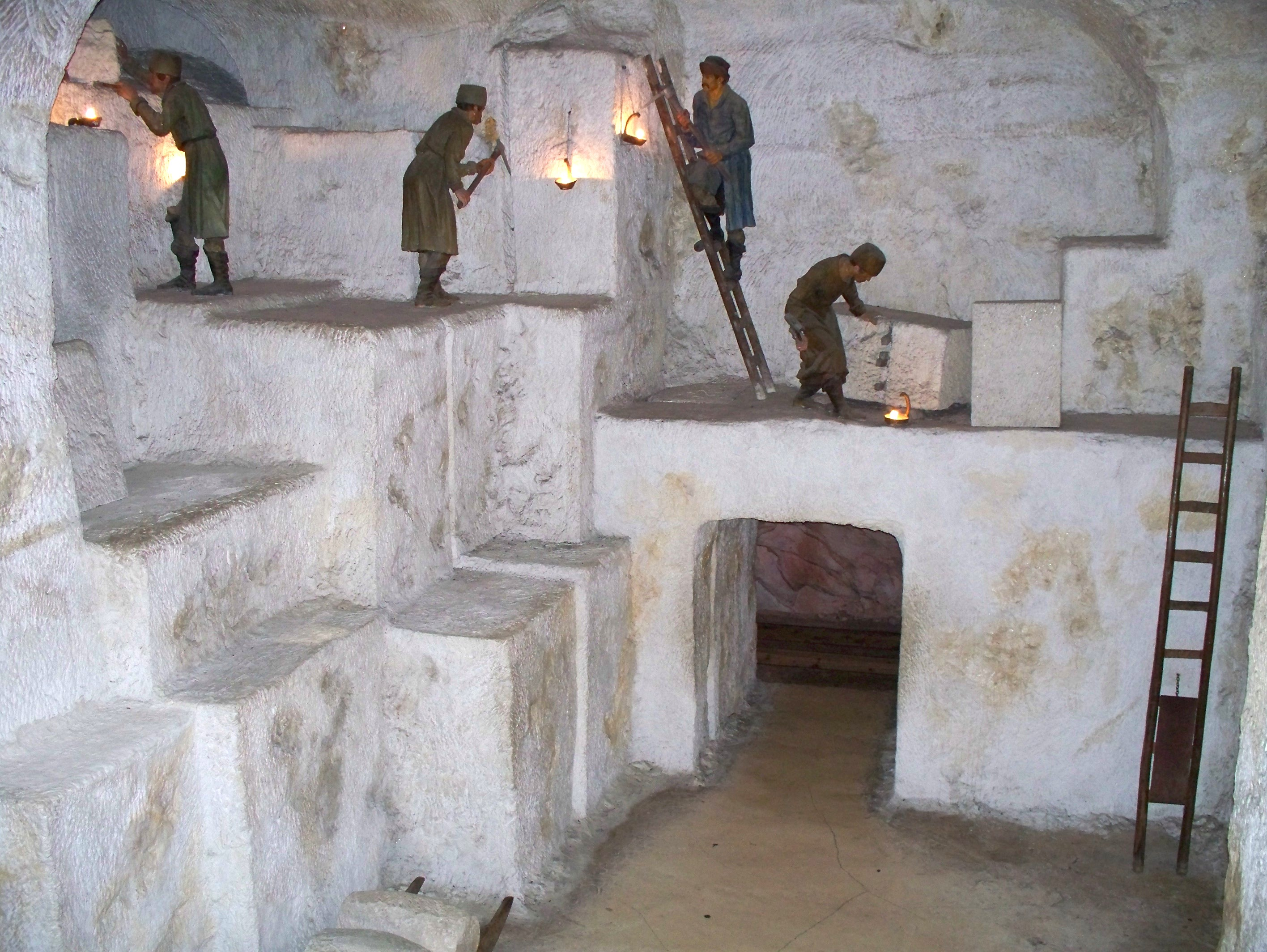
Lucrări de abataj manual într-o veche salină din trecut
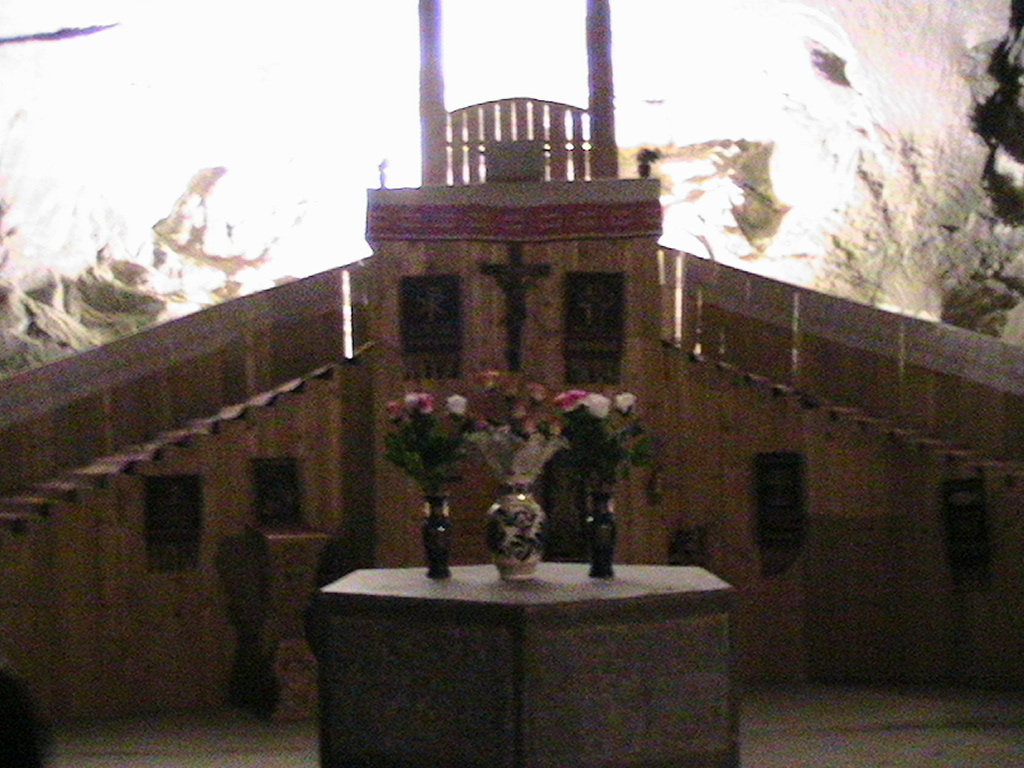
Capela subterană din mina nouă de la Praid